# Гасан Абдуллаєв
Абдуллаєв Гасан Мамедбагир огли (Гасан Багирович Абдуллаєв; 20 серпня 1918 року, Яйджи, Нахічевань — 1 вересня 1993, Баку) — радянський і азербайджанський фізик, видатний організатор науки, творець наукової школи, Президент АН Азербайджанської РСР (1970—1983), академік АН АзССР (1967), член-кореспондент АН СРСР і РАН РФ (1970). Доктор фізико-математичних наук, професор. Депутат Верховної Ради СРСР.
Автор низки наукових праць (більше 50 видані за кордоном) з теми дослідження і застосування напівпровідникових матеріалів і приладів. Автор 28 монографій (в тому числі англійською мовою, виданих за кордоном), понад 800 наукових статей, 585 радянських авторських свідоцтв (патентів), в тому числі 171 секретних, 65 надсекретних, 35 зарубіжних патентів на винаходи (США, Франції, Японії, ФРН, Голландії, Великої Британії, Швеції, Італії, Індії тощо).